# Presi per caso
I Presi per caso sono un gruppo rock italiano formatosi a Roma nel 1996.

## Storia del gruppo
Il gruppo nasce all'interno del carcere di Rebibbia, in seguito a un'intesa fra l'allora direttore del carcere e alcuni detenuti. I primi concerti si tengono all'interno della struttura carceraria e sono limitati alle famiglie dei detenuti. Non mancano però occasioni di collaborazione con vari artisti che tengono concerti di solidarietà a Rebibbia (fra cui Claudio Baglioni, Teresa De Sio, i 99 Posse, i Modena City Ramblers ed altri). Essendo formata principalmente da detenuti, la formazione subisce vari mutamenti a seconda delle scarcerazioni e degli arresti.
Si possono individuare due periodi nella storia del gruppo: il primo va dal 1996 al 2001, il periodo più duro e caratterizzato da un regime carcerario severo, musicalmente espresso da canzoni più tipicamente rock e da un uso massiccio di chitarre distorte. Anche i testi sono permeati da malessere ed inquietudine che riflettono lo stato d'animo dei reclusi. Il secondo periodo, che va dal 2001 ai giorni nostri, è invece caratterizzato da una forte apertura nei confronti della band, attraverso la concessione di permessi, autorizzazioni e misure alternative. Anche musiche e testi risentono della svolta, diventando più ironici ed umoristici.
Nel 2004, debuttano nel "mondo dei liberi" con il musical carcerario Radiobugliolo, scritto e musicato da Salvatore Ferraro (membro e chitarrista del gruppo dal 1998), diretto da Michele La Ginestra e messo in scena per quattro settimane al Teatro Sette e al Teatro Palladium di Roma. Sulla scia del successo ottenuto, incidono il loro primo CD, Presi per caso, che contiene le canzoni dello spettacolo portato in scena. Dal 2004 in poi hanno tenuto numerosi concerti principalmente nella zona di Roma ma anche a Mantova, Positano, Biella, Locri, Milano, Lamezia Terme e Benevento.
Nel 2005, mettono in scena il loro secondo musical, Delinquenti, scritto e musicato da Salvatore Ferraro e diretto da Michele La Ginestra e Andrea Martella. I pezzi verranno poi incisi nel 2007 sul secondo CD del gruppo, intitolato proprio Delinquenti. Da segnalare la presenza nel cd di una versione di "Scacchi ner cielo" dei Presi Per Caso cantata dal compianto e mai dimenticato Francesco Di Giacomo del Banco del Mutuo Soccorso. L'8 maggio 2005 tengono un concerto su Rai Radio 1, con Michael Pergolani e Renato Marengo.
La stampa nazionale e quella più specializzata si accorgono del progetto Presi Per Caso e ne sottolineano l'unicità, l'originalità e il valore sociale. 
Gino Castaldo parla di "testi e musiche decisamente spiazzanti. Si parla sfacciatamente di quello che accade in galera. L'ironia è feroce, senza veli" (La Repubblica, 5 Aprile 2006),  Fabrizio Galassi (Rockstar, 21 Marzo 2007) li definisce "I veri Blues Brothers italiani". Lorenzo Isidoro Bianchi (BLOW UP, Dicembre 2004) sottolinea che "I testi sono molto belli e spaccano in due una realtà terribile con mano leggera e quasi divertita”.Fabrizio Zampa sottolinea che “Le canzoni dei Presi Per Caso sono intense, intriganti e ben suonate….” (Il Messaggero, 7 Dicembre 2004). Simona Orlando sempre dal mensile musicale Rockstar (Aprile, 2006) definisce i Presi Per Caso come “Una rock band capace di descrivere con grande ironia la drammatica condizione dei detenuti. Alcune delle loro canzoni sono veri e propri gioielli”. Dalle pagine del Corriere della Sera (9 Febbraio 2007), Paolo Brogi sottolinea come i Presi Per Caso siano i degni continuatori della tradizione della canzone della mala che ha nella Vanoni, nei Gufi, in Jannacci e Gabriella Ferri i più alti rappresentanti.
Nel 2007 Marco Pannella, Rita Bernardini e i Radicali Italiani invitano i Presi Per Caso a far parte del parterre del concerto del Coraggio Laico per i diritti civili che si terrà a Piazza Navona il 12 Maggio 2007 davanti a 12.000 persone e successivamente la band verrà coinvolta come gruppo musicale militante in due importanti Marce per l'Amnistia (13 Novembre 2012 e 6 Novembre 2016).
Nel 2008, forse il progetto più significativo dei Presi Per Caso: esce il cd Girolimoni (Lettera aperta a favore del concittadino Gino G.), un disco dedicato alla memoria di Gino Girolimoni, vittima di un clamoroso errore giudiziario alla fine degli anni '20 del 1900. Col disco, i Presi Per Caso lanciano un appello: dedicare una via a Girolimoni. L'iniziativa è rilanciata dalle principali testate giornalistiche nazionali, con articoli da parte di molti dei più noti quotidiani italiani.  La campagna è accolta e divulgata massicciamente anche sul web.
Nel 2009 realizzano l'album Senza passare dal via, canzoni tratte dal nuovo spettacolo "Recidivo Recital" sempre scritto da Salvatore Ferraro e con la regia di Enrico Maria Lamanna che affronta il tema dei pregiudizi nei confronti del mondo delle carceri, anche descrivendo momenti specifici della vita dei carcerati come l'arresto, l'ora d'aria, ecc. Il 19 luglio 2009 hanno preso parte all'Italia Wave Love Festival a Livorno.
Nel 2010 il progetto europeo Movable Barres sceglie i Presi Per Caso come testimonial di una campagna di prossimità al mondo delle carceri: ha inizio così un Jail-Tour che li porta a suonare in diverse prigioni d'Europa tra cui quelle di Maghaberry e Migilligan in Irlanda, Avlona in Grecia, le nostrane Rebibbia, Bollate, Sollicciano, Mamagialla. Eventi trasmessi e raccontati da Radio Rai 1 e RaiNews 24.
Nel 2012 la casa Editrice Arcana, leader nell'editoria musicale, manda alle stampe il libro "Jailhouse Rock -100 musicisti dietro le sbarre", di Patrizio Gonnella e Susanna Marietti: tra i 100 musicisti (famosi bluesmen come Leadbelly, Tampa Red, rockstar mondiali come Elvis Presley e Jim Morrison) un capitolo del libro è dedicato ai Presi Per Caso
Nel 2014 il ritorno in sala con un nuovo album Fuori: ma solo per un breve permesso-premio uno sguardo ironico e disincantato sul nuovo degrado nelle grandi città. Da segnalare la canzone "Amore in Trans...ito" un inno gioioso alla libertà sessuale, canzone vincitrice del Biella festival (2019) e prima ancora premiata al Festival della canzone erotica di Prato (2017)
Oggi i componenti del gruppo sono tutti liberi e l'essere liberi è l'unico requisito richiesto per potervi entrare.

## Formazione
- Stefano Adami (attore, cantante)
- Andrea Baiocco (attore)
- Armando Bassani (chitarrista, arrangiatore)
- Stefano Bernardi (batterista)
- Rebecca Braccialarghe (attrice)
- Claudio Bracci (chitarrista)
- Stefano Bracci (bassista, arrangiatore)
- Vincent Caterini (chitarrista, compositore)
- Massimo Cecchini (sassofonista)
- Roberto Celestini (attore)
- Chito (scenografo, vignettista, autore)
- Andrea D'Acunzo (tastierista)
- Pietro Ferracci (attore)
- Salvatore Ferraro (tastierista, chitarrista, autore, compositore)
- Pino Forcina (attore)
- Gaetano Giordano (attore)
- Nando Giuseppetti (batterista)
- Carlo Andra Lo Guzzo (attore)
- Barbara Marzoli (attrice)
- Marco Nasini (cantante, attore, arrangiatore)
- Aldo Osmani (attore)
- Mauro Perosini (tastierista)
- Giampiero Pellegrini (attore, cantante)
- Gabriele Petrella (batterista)
- Andrea Pietravalle (chitarrista)

## Discografia

### Album
- 2004 - Presi per caso
- 2007 - Delinquenti
- 2008 - Girolimoni (Lettera aperta a favore del concittadino Gino G.)
- 2009 - Senza passare dal via
- 2014 - Fuori: ma solo per un breve permesso premio

## Musical
- Radiobugliolo (flash di vita dalle romane galere) (2004)
- Delinquenti (2005)
- Sally 8 - Benvenuti a Guantanamo (2008)
- Recidivo Recital (2008)
- Nella mia ora di libertà (2012)